# Aloys Van de Vyvere
Aloys Van de Vyvere (Tielt, 8 giugno 1871 – Parigi, 22 ottobre 1961) è stato un politico belga.

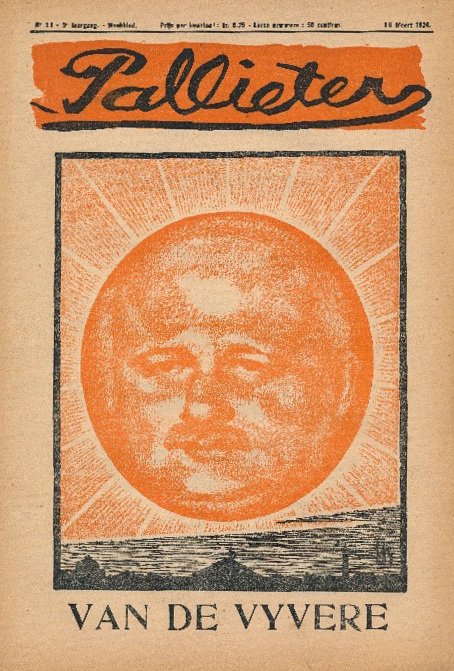

È stato primo ministro dal 13 maggio al 17 giugno 1925.